# WQY 프로젝트

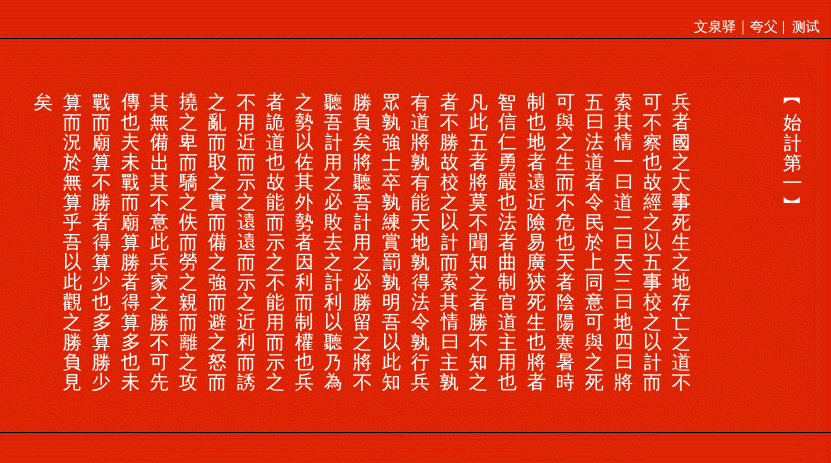

WenQuanYi(WQY,wqy) 프로젝트 또는 WenQuanYi(중국어 간체: 文泉驿, 중국어 번체: 文泉驛, 병음: Wénquányì, Spring of Letters)는 GNU GPL(GNU 일반 공중 라이선스)에 따라 라이선스가 부여된 중국 컴퓨터 글꼴의 오픈 소스 프로젝트이다.  WQY(WenQuanYi) 프로젝트는 2004년 10월 매사추세츠 종합병원의 중국 생물의학 영상 연구원인 팡첸첸(Qianqian Fang,가칭: FangQ, 중국어: 房骞骞)에 의해 시작되었다.

## CJK지원
WenQuanYi 프로젝트의 글꼴은 이제 리눅스(Linux) 주요 배포판인 우분투(Ubuntu), 페도라(Fedora), 슬랙웨어(Slackware), 매직리눅스(Magic Linux)등에 포함된다. 데비안(Debian), 젠투(Gentoo), Mandriva, Arch Linux 및 Frugalware는 WenQuanYi 글꼴의 소스를 제공한다. 글꼴은 위키미디어(Wikimedia)에서 공식적으로 지원하는 중국어 글꼴 중 하나이다.
WenQuanYi의 웹사이트는 房骞骞(Qianqian Fang)의 UseModWiki에서 파생된 Wiki 소프트웨어인 Habitat을 사용하고 있다. 온라인으로 글리프를 생성하거나 수정할 수 있다.
WenQuanYi 프로젝트는 모든 CJK 문자에 대한 고품질 오픈 소스 비트맵 및 윤곽선(벡터방식) 글꼴을 만드는 것을 목표로 한다. Zen Hei(Regular, Mono 및 Sharp), Micro Hei(Regular 및 Mono), Bitmap Song 및 Unibit 글꼴이 포함된다. 버전 0.8.38에서 WenQuanYi Zen Hei 글꼴은 35,000개 이상의 글리프를 포함한다.

## 같이 보기
- GNU 유니폰트